# Enjoy Lavec
Enjoy Lavec, född 29 maj 1996, död den 23 december 2020, var en svensk varmblodig travhäst som tävlade i Nordamerika. Han tränades under hela sin tävlingskarriär av Jimmy Takter och kördes ofta av Takter själv, Luc Ouellette, eller Takters bror Johnny. Enjoy Lavec tävlade mellan 1998 och 1999 och sprang in 933 956 dollar på 20 starter, varav 9 segrar, 4 andraplatser och 4 tredjeplatser.

## Karriär
Enjoy Lavec föddes den 29 maj 1996 i Vellinge, och skickades sedan över till Jimmy Takters träning i USA. Han började tävla som tvååring och under sin debutsäsong vann han fyra av åtta lopp, bland annat storloppet Peter Haughton Memorial. I samma årskull tävlade även Self Possessed, som ofta var det hårdaste motståndet. Som treåring vann han bland annat Dr. Harry M. Zweig Memorial och World Trotting Derby, innan han sedan avslutade sin tävlingskarriär. I sina starter i World Trotting Derby satte han världsrekord över tre heat.
Under treåringssäsongen var han även trea i Hambletonian Stakes och tvåa i Kentucky Futurity, som båda vanns av Self Possessed.

### Avelskarriär
Efter tävlingskarriärens slut var han verksam som avelshingst i USA, men flyttades sedan till Sverige. 2015 exporterades han till Finland. Hans tre mest vinstrika avkommor är Glen Kronos, Lavec Kronos och Red Hot Dynamite.

### Död
Enjoy Lavec avled den 23 december 2020 vid en ålder av 24 år.

## Statistik
| Statistik för Enjoy Lavec | Statistik för Enjoy Lavec | Statistik för Enjoy Lavec | Statistik för Enjoy Lavec | Statistik för Enjoy Lavec | Statistik för Enjoy Lavec |
| ------------------------- | ------------------------- | ------------------------- | ------------------------- | ------------------------- | ------------------------- |
| Starter                   | Placeringar               | Startprissumma            | Segerprocent              | Platsprocent              | Rekord                    |
| 20                        | 9-4-4                     | 933 956 USD               | 45 %                      | 85 %                      | 1:52.0aak,                |

### Löpningsrekord
| Datum            | Bana               | Lopp                         | Tid    | Distans | Startmetod           | Kusk          |
| ---------------- | ------------------ | ---------------------------- | ------ | ------- | -------------------- | ------------- |
| 4 september 1999 | DuQuoin State Fair | World Trotting Derby, heat 2 | 1:50.2 | 1609 m  | amerikansk autostart | Johnny Takter |

### Större segrar
| År   | Lopp                        | Kusk          | Vinstbelopp |
| ---- | --------------------------- | ------------- | ----------- |
| 1998 | Peter Haughton Memorial     | Jimmy Takter  | 229 000 USD |
| 1999 | Dr. Harry M. Zweig Memorial | Luc Ouellette | 54 537 USD  |
| 1999 | World Trotting Derby        | Johnny Takter | 265 000 USD |